# Stefano Durazzo (cardeal)
Stefano Durazzo (Multedo, 5 de agosto de 1594 - Roma, 11 de julho de 1667) foi um cardeal do século XVII.

## Biografia
Nasceu em Multedo em 5 de agosto de 1594. De família patrícia. Sétimo e filho mais novo de Pietro I Durazzo, doge da República de Gênova, e Aurelia Saluzzo. Tio do cardeal Marcello Durazzo (1686).
Estudou Direito em Roma.
Ordenado, 1618. Referendário dos Tribunais da Assinatura Apostólica de Justiça e da Graça, 1621. Clérigo da Câmara Apostólica, 1621-1623. Protonotário apostólico, 1624. Prefeito da Annona, 4 de fevereiro de 1626. Tesoureiro geral da Câmara Apostólica, 30 de agosto de 1627 a 1633. Pró-secretário da Câmara Apostólica, 1633 à primavera de 1634.
Criado cardeal sacerdote no consistório de 28 de novembro de 1633; recebeu o chapéu vermelho e o título de S. Lorenzo em Panisperna, 9 de janeiro de 1634. Legado em Ferrara, 23 de maio de 1634 a 1637.
Eleito arcebispo de Gênova em 5 de março de 1635. Consagrado em 1635, 22 de abril de 1634, na catedral de Ferrara, pelo cardeal Lorenzo Magalotti, bispo de Ferrara, coadjuvado por Ferdinando Millini, bispo de Imola, e por Ottavio Corsini, titular arcebispo de Tarso, legado na Romagna. Nomeado tesoureiro da SC da Imunidade Eclesiástica e do Estado, 1636 e 1639-1641. Legado em Bolonha, de 21 de maio de 1640 até novembro de 1642. Participou do conclave de 1644, que elegeu o Papa Inocêncio X. Participou do conclave de 1655, que elegeu o Papa Alexandre VII. Renunciou ao governo da arquidiocese de Gênova, em outubro de 1664. Optou pelo título de S. Lorenzo em Lucina, em 11 de outubro de 1666. Cardeal protoprete. Participou no conclave de 1667, que elegeu o Papa Clemente IX.
Seu episcopado em Gênova foi conturbado, pois desde o início foi marcado por conflitos com a aristocracia e com grande parte do clero local, levando o Senado a pedir diversas vezes ao papa que o destituísse do cargo. O papa fez com que ele se mudasse para Roma em 1659, onde permaneceu até 1661, quando voltou a Gênova, apenas para ser chamado de volta a Roma no ano seguinte. No entanto, apesar de todas as dificuldades, durante o seu mandato reorganizou a arquidiocese, estabelecendo trinta e quatro novas paróquias, fez duas visitas pastorais, fundou a Congregação dos Missionários Urbanos para a pregação missionária na cidade, chamando os Oratorianos e os Lazaristas com quem tinha uma particular estima, e trabalhou tão heroicamente em meio à peste de 1656 que ganhou o apelido de “Borromeo de Gênova”.
Morreu em Roma em 11 de julho de 1667, perto das 7h, Roma. Enterrado na igreja de S. Maria em Monterone, Roma. Seu coração foi levado para Gênova e enterrado lá na igreja de Nostra Signora della Consolazione e San Vincenzo Martire no túmulo de sua família.